# Berlin-Rosenthal
Pour les articles homonymes, voir Rosenthal.
Rosenthal [ˈʀoːzənˌtaːl]  est un quartier de Berlin, faisant partie de l'arrondissement de Pankow.

## Histoire
Le village a été créé en 1230. En 2010, une fête de la récolte a été organisée pour fêter les 780 ans du village.
Durant la séparation de la ville pendant la guerre froide (1945-1990), il faisait partie de l'ancien district de Pankow.

## Population
Le quartier comptait 9 329 habitants le 1er janvier 2017 selon le registre des déclarations domiciliaires, c'est-à-dire 1 904 hab./km2.